# استیه‌پان بوبک
استیپان بوبک (صربی: Stjepan Bobek; ۳ دسامبر ۱۹۲۳ – ۲۲ اوت ۲۰۱۰) یک بازیکن فوتبال اهل یوگسلاوی بوده‌است.
وی سابقه بازی در تیم‌های آدمیرا واکر مودلینگ، گرادانسکی زاگرب و پارتیزان و همین‌طور ۶۳ بازی و ۳۸ گل ملی برای تیم ملی فوتبال یوگسلاوی دارد.
بوبک در کارنامه خود دو مدال نقره در بازی‌های المپیک تابستانی ۱۹۴۸ و ۱۹۵۲ به همراه کشور یوگسلاوی دارد.